# Вленч
Вленч (пол. Włęcz) — село в Польщі, у гміні Черніково Торунського повіту Куявсько-Поморського воєводства.